# Glacier Atkinson
Pour les articles homonymes, voir Atkinson.
Le glacier Atkinson est un glacier en Antarctique situé entre les chaînons Findlay et Lyttelton, dans la chaîne de l'Amirauté. Il s'épanche vers le nord et conflue avec le glacier Dennistoun.

## Histoire
Le glacier est dénommé en 1983 par le New Zealand Antarctic Place-Names Committee d'après William Atkinson, mécanicien et assistant de terrain du New Zealand Antarctic Research Program (NZARP) sous la direction de Robert Hamish Findlay.